# Виборчий округ 4
Виборчий округ 4 — виборчий округ в Автономній Республіці Крим, який внаслідок окупації Кримського півострову Російською Федерацією в 2014 році, тимчасово не перебуває під контролем України і вибори в ньому не проводяться. В сучасному вигляді був утворений 28 квітня 2012 постановою ЦВК №82 (до цього моменту існувала інша система виборчих округів). Внаслідок подій 2014 року в цьому окрузі вибори були проведені лише один раз, а саме парламентські вибори 28 жовтня 2012. Станом на 2012 рік окружна виборча комісія цього округу розташовувалась в будівлі Євпаторійської дитячої школи мистецтв за адресою м. Євпаторія, вул. Дьомишева, 129.
До складу округу входять міста Євпаторія і Саки та Сакський район. Виборчий округ 4 межує з округом 9 на півночі, з округом 3 на сході, з округом 10 на південному сході та обмежений узбережжям Чорного моря на південному заході. Виборчий округ №4 складається з виборчих дільниць під номерами 010494-010563, 010789-010830 та 010915-010938.

## Народні депутати від округу
| Ім'я                    | Фото | Партія          | Скликання | Дата набуття повноважень | Дата припинення повноважень |
| ----------------------- | ---- | --------------- | --------- | ------------------------ | --------------------------- |
| Парасків Олег Дмитрович |      | Партія регіонів | 7-ме      | 12 грудня 2012           | 27 листопада 2014           |

## Результати виборів
Кандидати-мажоритарники:
- Парасків Олег Дмитрович (Партія регіонів)
- Котляревський Микола Миколайович (самовисування)
- Білошицький Кирило Леонідович (Комуністична партія України)
- Раханський Анатолій Варфоломійович (самовисування)
- Шкабєрін Володимир Миколайович (самовисування)
- Прадун Валентин Пантелійович (УДАР)
- Гафич Ігор Васильович (Батьківщина)
- Лутьєв Володимир Григорович (самовисування)
- Шевцов Василь Дмитрович (Україна — Вперед!)
- Акопова Світлана Миколаївна (Народна екологічна партія)
- Виноградов Володимир Петрович (Українська партія «Зелена планета»)
- Колесник Віктор Олександрович (Народна партія)
- Кочармін Олексій Олексійович (Радикальна партія)
- Шпаченко Оксана Онілівна (Союз. Чорнобиль. Україна.)
- Яковлєв Олександр Володимирович (Русь Єдина)
- Польченко Андрій Григорійович (Зелені)
- Юрченко Валентина Семенівна (Віче)
- Крачун Сергій Володимирович (самовисування)
- Гриб Анатолій Миколайович (Нова політика)
- Дмитрієв Павло Олександрович (Народна ініціатива)
- Пудов Петро Петрович (Українська морська партія)
- Павлів Ігор Володимирович (Права воля України)
- Матящук Володимир Петрович (Держава)
- Нірський Олександр Михайлович (Об'єднані ліві і селяни)